# First Night (singel)
First Night – singiel zespołu Survivor wydany w roku 1985, pochodzący z płyty Vital Signs. Ostatni singiel z tej płyty.